# Taraxacum koidzumii
Taraxacum koidzumii là một loài thực vật có hoa trong họ Cúc. Loài này được Nemoto miêu tả khoa học đầu tiên năm 1936.